# Sampathawaduge Maxwell Grenville Silva
Sampathawaduge Maxwell Grenville Silva (* 27. September 1953 in Willorawatte) ist Weihbischof in Colombo.

## Leben
Der Erzbischof von Colombo, Nicholas Marcus Fernando, weihte ihn am 25. Juli 1981 zum Priester. Papst Benedikt XVI. ernannte ihn am 28. November 2011 zum Titularbischof von Lesina und Weihbischof in Colombo.
Der Erzbischof von Colombo, Albert Malcolm Kardinal Ranjith, spendete ihm am 11. Februar des nächsten Jahres die Bischofsweihe; Mitkonsekratoren waren Joseph Spiteri, Apostolischer Nuntius in Sri Lanka, und Rayappu Joseph, Bischof von Mannar.